# لو فينونسيي (صحيفة)
لو فينونسيي (بالفرنسية: Le Financier)‏ وتعني «المالي»، و هي صحيفة يومية جزائرية تصدر باللغة الفرنسية، وهي تهتم بالأخبار الاقتصادية.

## وصلات خارجية
- الموقع الرسمي لـجريدة لو فينونسيي